# Orban (Tarn)
Orban (okzitanisch: Orbanh) ist eine französische Gemeinde mit 337 Einwohnern (Stand: 1. Januar 2022) im Département Tarn in der Region Okzitanien. Orban gehört zum Arrondissement Albi und ist Teil des Kantons Le Haut Dadou.

## Geographie
Orban liegt etwa zwölf Kilometer südsüdwestlich von Albi. Umgeben wird Orban von den Nachbargemeinden Fénols im Norden und Westen, Rouffiac im Norden, Poulan-Pouzols im Norden und Osten, Lombers im Westen und Südwesten, Sieurac im Süden sowie Lasgraisses im Südwesten. An der südöstlichen Gemeindegrenze verläuft der Fluss Agros.

## Bevölkerungsentwicklung
| Jahr                      | 1962 | 1968 | 1975 | 1982 | 1990 | 1999 | 2006 | 2013 |
| Einwohner                 | 222  | 199  | 180  | 214  | 246  | 272  | 309  | 324  |
| Quelle: Cassini und INSEE |      |      |      |      |      |      |      |      |

## Sehenswürdigkeiten

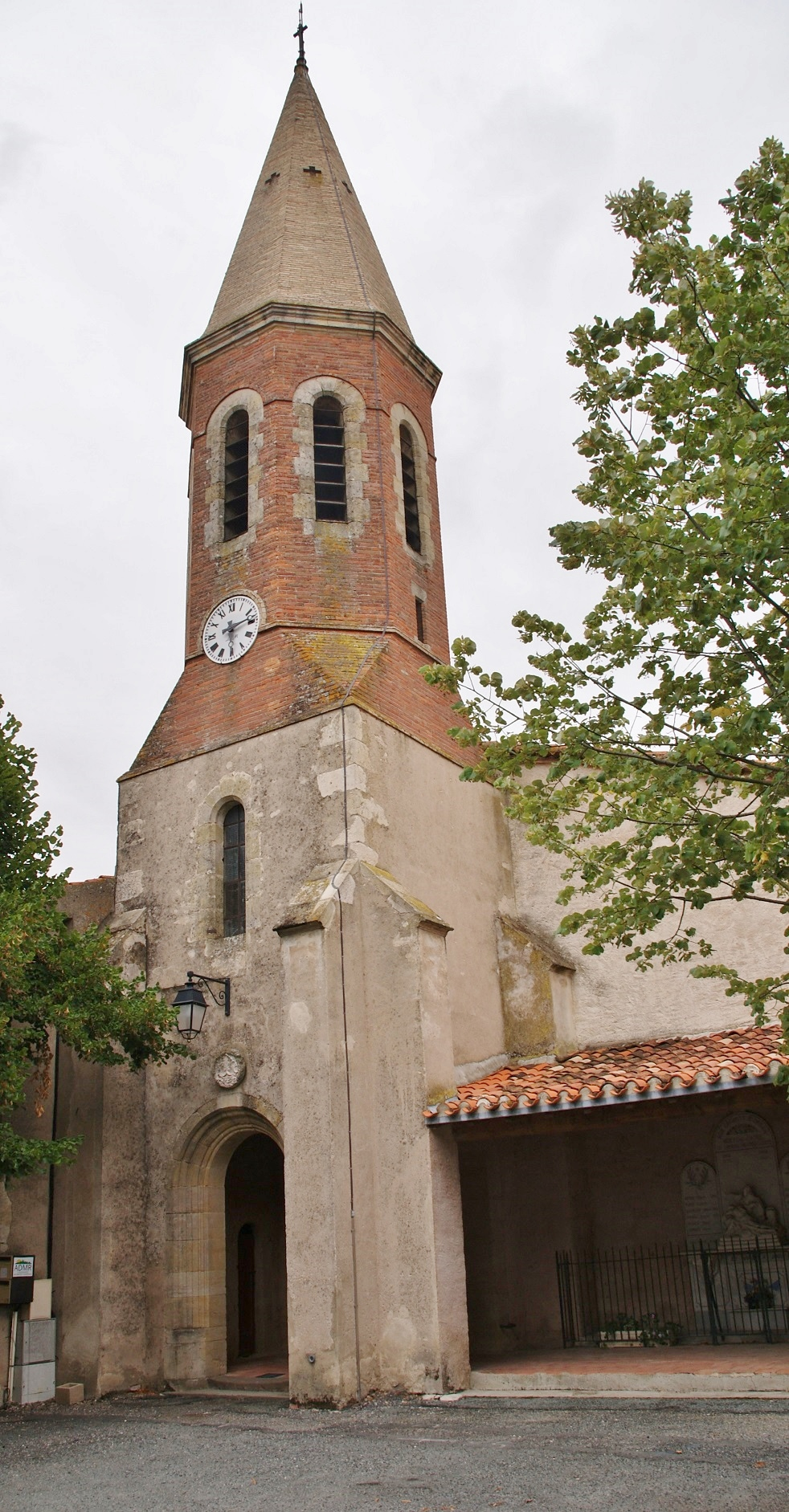
Kirche Saint-Martial

- Kirche Saint-Martial